# Хуторськой Андрій Вікторович
Андрій Вікторович Хуторськой (6 жовтня 1959) — доктор педагогічних наук, член-кореспондент Російської академії освіти (2006), дійсний член (академік) Міжнародної педагогічної академії (1996), дійсний член (академік) Міжнародної слов'янської академії освіти ім. Я. А. Коменського (2010), директор Інституту освіти людини, директор Центру дистанційної освіти «Ейдос».

## Навчання
У 1981 році закінчив фізико-математичний факультет Калузького державного педагогічного інституту ім. К. Е. Ціолковського.
У 1986 році після закінчення річної аспірантури НДІ СіМО АПН СРСР захистив кандидатську дисертацію.
У 1998 році у Дисертаційній раді захистив докторську дисертацію на тему «Дидактичні основи евристичного навчання».

## Вчительська праця
17 років у 1981—1989 роках працював учителем, завучем, директором школи в Калузі, Калузькій та Московській областях, а також викладачем Орехово-Зуєвського педагогічного інституту (1986—1989 рр.), завідувачем кафедри науково-природничого циклу школи № 734 Центру виховання гармонійної і соціально активної особистості АПН СРСР (школа Олександра Тубельського (1989—1990 рр.).

## Наукова діяльність
А.Хуторськой був засновником і директором Школи вільного розвитку в селищі Чорноголовка Московської області (1992—1997 рр.), докторантом і викладачем кафедри педагогіки Московського педагогічного університету (1995—1998 рр.), завідувач лабораторії, завідувач відділу проблем дидактики і психології, заступником директора з наукової роботи Інституту загальної середньої освіти РАО (нині Інститут змісту і методів навчання РАО) (1998—2011 рр.).
З 1998 р. — засновник і директор Центру дистанційної освіти «Ейдос».
З 2011 року — директор Інститут освіти людини. Голова дистанційної Вченої ради.
Професійні інтереси зосереджені в області дидактики, педагогічної інноватики, методології педагогіки та дистанційного навчання.
Розробив і реалізував ряд інноваційних концепцій і технологій — особистісно-орієнтоване навчання, компетентнісного підходу, моделі школи вільного розвитку. Розробив методологічні та педагогічні основи дистанційної освіти особистісно-орієнтованого типу. Ввів в педагогіку принцип людинозверненості освіти.
Автор дидактичної евристики — теорії креативного навчання, Доктрини освіти людини в Російській Федерації.
Засновник авторської Школи вільного розвитку, на базі якої проведено 5-річний педагогічний експеримент з проектування та реалізації людинозверненості освіти (1992—1997 рр.).
Засновник дистанційної (розподіленої) наукової школи. Керує науковими дослідженнями в області людинозверненого, особистісно-орієнтованого, евристичного, дистанційного навчання. Розробив теорію і методику компетентнісного навчання, в якій розділив компетенції (зовнішні норми) і компетентності (внутрішні якості людини).
Головний редактор Інтернет-журналів «Ейдос», Вісник Інституту освіти людини. Засновник і голова оргкомітету Всеросійських дистанційних евристичних олімпіад.
Розробив і впровадив у практику модель розподіленого навчання — Центр дистанційної освіти «Ейдос» (http://eidos.ru [Архівовано 29 грудня 2016 у Wayback Machine.]), який проводить дистанційні евристичні олімпіади, конференції, курси, конкурси, проекти для школярів і педагогів.
Лідер рейтингу Російського індексу наукового цитування серед 30 тисяч педагогів Росії. В системі Elibrary.ru зафіксовано понад 9000 посилань на роботи А.Хуторського.

## Дистанційна освіта
Дистанційною освітою займається з 1989 року (Радянсько-американський проект «Шкільна електронна пошта»). У 1998 році заснував Центр дистанційної освіти «Ейдос», в якому працює директором. Його прогноз: «У нинішньому столітті кращі вчителі будуть саме дистанційні, які вміють взаємодіяти з усім світом за допомогою електронних телекомунікацій».
Створив діючу систему розвитку обдарованості школярів за допомогою Всеросійських дистанційних евристичних олімпіад. З 1997 року було залучено понад 250 тис. школярів Росії та інших країн.
Заснував Всеросійські конкурси «Дистанційний вчитель року», «Дистанційна школа року», «Сучасний урок», Всеросійські дистанційні серпневі педагогічні конференції (проводяться щорічно з 1999 року). Розробник і організатор дистанційних курсів, проектів, конференцій для школярів і дорослих. Провів з колегами більше 30 дистанційних освітніх проектів: «Герб мого роду», «Мій Пушкін», «Моя Перемога», «Феномен», «Мій віртуальний дім», «Літній Інтернет-фестиваль» і ін.
У 2008 році заснував туристичну компанію Ейдос Тур, яка організовує шкільні тури в Москву, Санкт-Петербург, Париж, інші міста і країни.
 
У 2011 році заснував і очолив Інститут освіти людини — некомерційне науково-освітній заклад, який входить до групи компаній «Ейдос».

## Нагороди
- Нагрудний знак «Почесний працівник загальної освіти Російської Федерації» (2002).

### Книги
- Хуторской А. В. Доктрина образования человека в Российской Федерации. — М. : Издательство «Эйдос»; Издательство Института образования человека, 2015. — 24 с. (Серия «Научная школа»).
- Хуторской А. В. Концепция Научной школы человекосообразного образования. — М. : Издательство «Эйдос»; Издательство Института образования человека, 2015. — 24 с. (Серия «Научная школа»).
- Хуторской А. В. Тезаурус человекосообразного образования. — М. : Издательство «Эйдос»; Издательство Института образования человека, 2015. — 51 с. (Серия «Научная школа»).
- Хуторской А. В. Метапредмет «Мироведение»: Программа и методика занятий в 5-6 классах: Методическое пособие для учителя : 2-е изд., перераб. и доп. — М. : Издательство «Эйдос»; Издательство Института образования человека, 2015. — 132 с. : ил. (Серия «Новые стандарты»).
- Хуторской А. В. Методология педагогики: человекосообразный подход. Результаты исследования. — М. : Издательство «Эйдос»; Издательство Института образования человека, 2014. — 171 с. (Серия «Научная школа»).
- Хуторской А. В. Компетентностный подход в обучении. Научно-методическое пособие. А. В. Хуторской. — М.: Издательство «Эйдос»; Издательство Института образования человека, 2013. — 73 с. : ил. (Серия «Новые стандарты»).
- Системно-деятельностный подход в обучении [Архівовано 6 січня 2017 у Wayback Machine.]: Научно-методическое пособие. — М. : Издательство «Эйдос»; Издательство Института образования человека, 2012. — 63 с. : ил. (Серия «Новые стандарты»).
- Метапредметный подход в обучении [Архівовано 7 січня 2017 у Wayback Machine.]: Научно-методическое пособие. — М. : Издательство «Эйдос»; Издательство Института образования человека, 2012. — 50 с. : ил. (Серия «Новые стандарты»).
- Метапредмет «Числа» [Архівовано 10 жовтня 2016 у Wayback Machine.]: Методическое пособие для учителей начальной школы : 2-е изд., перераб. и доп. — М. : Издательство «Эйдос»; Издательство Института образования человека, 2012. — 80 с. : ил. (Серия «Новые стандарты»).
- 55 методов творческого обучения [Архівовано 30 грудня 2016 у Wayback Machine.]: Методическое пособие. — М. : Издательство «Эйдос»; Издательство Института образования человека, 2012. — 42 с. : ил. (Серия «Современный урок»).
- Эвристическое обучение. В 5 т. Т.2. Исследования [Архівовано 25 січня 2017 у Wayback Machine.] / под ред. А. В. Хуторского. — М.: Издательство «Эйдос»; Издательство Института образования человека, 2012. — 198 с. (Серия «Инновации в обучении»).
- Эвристическое обучение. В 5 т. Т.1. Научные основы [Архівовано 21 лютого 2017 у Wayback Machine.] / под ред. А. В. Хуторского. — М.: ЦДО «Эйдос», 2011. — 320 с. (Серия «Инновации в обучении»).
- Современная дидактика [Архівовано 11 січня 2017 у Wayback Machine.]. Учебное пособие. 2-е издание, переработанное. — М.: Высшая школа, 2007. — 639 с.
- Основы обучения: Дидактика и методика [Архівовано 30 грудня 2016 у Wayback Machine.]. Учеб. пособие для студ. высш. учеб. заведений. — М.: Издательский центр «Академия», 2007. — 352 с. (в соавт. с В. В. Краевским)
- Интернет-уроки. Поурочные разработки участников Всероссийского конкурса «Дистанционный учитель года». — М.: ЦДО «Эйдос», 2010. — 152 с. (соредактор).
- Образовательное пространство СНГ — проблема сравнительной педагогики. — М.: Научно-внедренческое предприятие «ИНЭК», 2006. — 247 c.
- Методика личностно-ориентированного обучения. Как обучать всех по-разному?: Пособие для учителя. — М.: Владос, 2005. — 383 с (Серия «Педагогическая мастерская»).
- Педагогическая инноватика: методология, теория, практика. — М.: Изд-во УНЦ ДО, 2005. — 222 c.
- Практикум по дидактике и современным методикам обучения. — СПб.: Питер, 2004. — 541 с; ил. — (Серия «Учебное пособие»).
- Дидактическая эвристика: Теория и технология креативного обучения. — М.: Изд-во МГУ, 2003. — 416 с.
- Современная дидактика: Учебник для вузов. — СПб: Питер, 2001. — 544 с.: ил. — (Серия «Учебник нового века»)
- Увлекательная физика. Сборник заданий и опытов для школьников и абитуриентов с ответами. — М.: АРКТИ, 2001. — 192 с (в соавт.)
- Развитие одарённости школьников: Методика продуктивного обучения: Пособие для учителя. — М.: Гуманит. Изд. Центр ВЛАДОС, 2000. — 320 с. — (Педагогическая мастерская).
- Интернет в школе. Практикум по дистанционному обучению. — М.: ИОСО РАО, 2000. — 304 с.
- Эвристическое обучение: Теория, методология, практика. Научное издание. — М.: Международная педагогическая академия, 1998. — 266 с.
- Мироведение: Эвристическое пособие для учеников 5—9 классов. — Ногинск, 1995. — 94 с.
- Метапредмет «Числа»: Экспериментальный интегрированный курс. — Черноголовка, 1994. — 68 с.
- Метапредмет «Мироведение»: Экспериментальный интегрированный курс. — Пособие для учителя. — Черноголовка, 1993. — 70 с.
- Фундаментальные физические постоянные. Кн. для учителя. — Мн.: Народная асвета, 1988. — 96 с.
- Мировые константы в физике: Методические рекомендации. — Л., 1987. — 58 с. (в соавт.)
- Изучение фундаментальных физических констант в средних профессионально-технических училищах. — М.: Высшая школа, 1985. — 24 с.

### Статті
- Хуторской А. В. Доктрина образования человека в Российской Федерации // Народное образование. — 2015. — № 3. — С. 35-46.
- Хуторской А. В. Методика проектирования и организации метапредметной образовательной деятельности учащихся // Муниципальное образование: инновации и эксперимент. — 2014. — № 2. — С.7-23.
- Хуторской А. В. Образование, сообразное человеку: технология выращивания ценностей и целей / Андрей Викторович Хуторской // Народное образование. — 2014. — № 4. — С. 153—159.
- Хуторской А. В. Вальдорфская школа Р. Штайнера // Школьные технологии. — 2014. — № 1. — С. 81-87.
- Хуторской А. В. Метапредметный компонент нового образовательного стандарта: как с ним работать // Сельская школа. — 2013. — № 4. — С.71-87.
- Хуторской А. В. Педагогическая система М. Монтессори // Школьные технологии. — 2013. № 6. — С. 87-90.
- Хуторской А. В. Новая школа Селестена Френе // Школьные технологии. — 2013. — № 4. — С. 72-76. .
- Модель системно-деятельностного обучения и самореализации учащихся — Интернет-журнал «Эйдос». — 2012. — № 2.
- Метапредметное содержание и результаты образования: как реализовать федеральные государственные образовательные стандарты (ФГОС) — Интернет-журнал «Эйдос». — 2012. — № 1.
- Стандарты образования, сообразные человеку — Интернет-журнал «Эйдос». — 2011. — № 5.
- Дистанционное обучение и его технологии — Журнал «Компьютерра», № 36 от 18 сентября 2002 года
- Виртуальное образование и русский космизм [Архівовано 10 лютого 2020 у Wayback Machine.]
- Дидактическая эвристика — теория и технология развития одарённости учащихся [Архівовано 30 листопада 2016 у Wayback Machine.]
- Эвристический тип образования: результаты научно-практического исследования
- Изобретение велосипеда
- Как не выходя из дома подготовиться и принять участие в дистанционной эвристической олимпиаде
- Рождение знаний в обучении

### Інтерв'ю
- История успеха Андрея Хуторского [Архівовано 9 жовтня 2016 у Wayback Machine.]. Программа «Они сделали это» на радио «Финам ФМ», 2011.
- Дистанционное образование школьников и современные интернет-технологии [Архівовано 26 березня 2017 у Wayback Machine.]. Интервью на «Радио Свобода», 2005.
- Государство против ученика [Архівовано 7 березня 2017 у Wayback Machine.]. Интервью журналу «Со-Общение», 2002.
- Ученики ждут [Архівовано 12 березня 2018 у Wayback Machine.]. Международная конференция педагогов в Ставрополе, 2012.

## Нагороди, гранти
Переможець і лауреат низки конкурсів, грантів Російського фонду фундаментальних досліджень, НФПК, Російського гуманітарного наукового фонду, гранту Президента Росії для молодих докторів наук.
Книги А. В. Хуторського «Дидактична евристика» і "Методика особистісно-орієнтованого навчання. Як навчати всіх по-різному "визнані книгами року Росії з педагогіки в 2005—2006 рр.
Почесний працівник загальної освіти Російської Федерації (2002).